# Ion Popescu (luptător)
Ion Popescu (n. 28 aprilie 1929, Slivna, Galați, Galați, România) este un fost luptător⁠(d) român. A concurat în probele masculine de lupte greco-romane la Jocurile Olimpice de vară din 1952 și la Jocurile Olimpice de vară din 1956. A fost eliminat în tururile de calificare la ambele jocuri olimpice. A luptat la categoriile 57 kg (cocoș) și 62 kg (pană).
S-a clasat pe locul IV la proba masculină pană (62 kg) la Campionatele Mondiale⁠(d) din 1953⁠(d), care au avut loc la Napoli (Italia).

## Distincții
- Medalia Muncii (19 noiembrie 1952) pentru rezultatele obținute la Jocurile Olimpice de vară de la Helsinski[3]
- Medalia Muncii (18 decembrie 1956) „pentru merite deosebite in pregătire și pentru rezultatele obținute la cea de a XVI-a ediție a jocurilor olimpice care au avut loc la Melbourne”[4]